# ژایر (بازیکن فوتبال، زاده ۲۶ اوت ۱۹۹۴)
ژایر رودریگز جونیور (پرتغالی: Jair؛ زادهٔ ۲۶ اوت ۱۹۹۴) بازیکن فوتبال اهل برزیل است که با نام مستعار ژایر نیز شناخته می‌شود.
از باشگاه‌هایی که در آن بازی کرده‌است می‌توان به اینترناسیونال، اتلتیکو مینیرو و واسکو دوگاما اشاره کرد.